# Chalandry-Elaire
Chalandry-Elaire település Franciaországban, Ardennes megyében. Lakosainak száma 726 fő (2022. január 1.). Chalandry-Elaire Les Ayvelles, Étrépigny, Lumes, Nouvion-sur-Meuse, Saint-Marceau és Flize községekkel határos.

## Népesség
A település népességének változása:
| Lakosok száma | 258  | 323  | 420  | 573  | 630  | 642  | 669  | 709  | 715  | 726  |
|               | 1968 | 1982 | 1990 | 2006 | 2013 | 2015 | 2017 | 2019 | 2020 | 2022 |